# Mercedes-Benz E 320
Mercedes-Benz E 320 - автомобілі, що виробляються компанією Mercedes-Benz з 1994 року. Виготовляються в кузовах седан, універсал, купе, кабріолет. Існують такі окоління цієї моделі:
- Mercedes-Benz E (C124) (1994-1996);
- Mercedes-Benz E (S124) (1993-1996);
- Mercedes-Benz E (W124) (1993-1995);
- Mercedes-Benz E (A124) (1993-1997);
- Mercedes-Benz E (W210) (1995-2002);
- Mercedes-Benz E (S210) (1997-2002);
- Mercedes-Benz E (W211) (2002-2009);
- Mercedes-Benz E (S211) (2003-2009).

## Опис
У стандартну комплектацію Mercedes-Benz E 320 входять: шкіряна оббивка салону, електропривідні вікна, автоматичний кондиціонер і сенсорні двірники. Оснащений 3,2-літровим, шестициліндровим двигуном, що працює в парі з 5-ступінчастою АКПП. 

## Безпека
У 2003 році тестувався седан Mercedes-Benz E 320 по параметрам безпеки:
| Водій (фронтальний бар`єр) | Пасажир (фронтальний бар`єр) | Водій (бічний бар`єр) | Пасажир (бічний бар`єр) | Переворот (NHTSA) | Загальний рейтинг |
| -------------------------- | ---------------------------- | --------------------- | ----------------------- | ----------------- | ----------------- |
| 4                          | 4                            | 5                     | 5                       | 4                 | Добре             |

## Огляд моделі

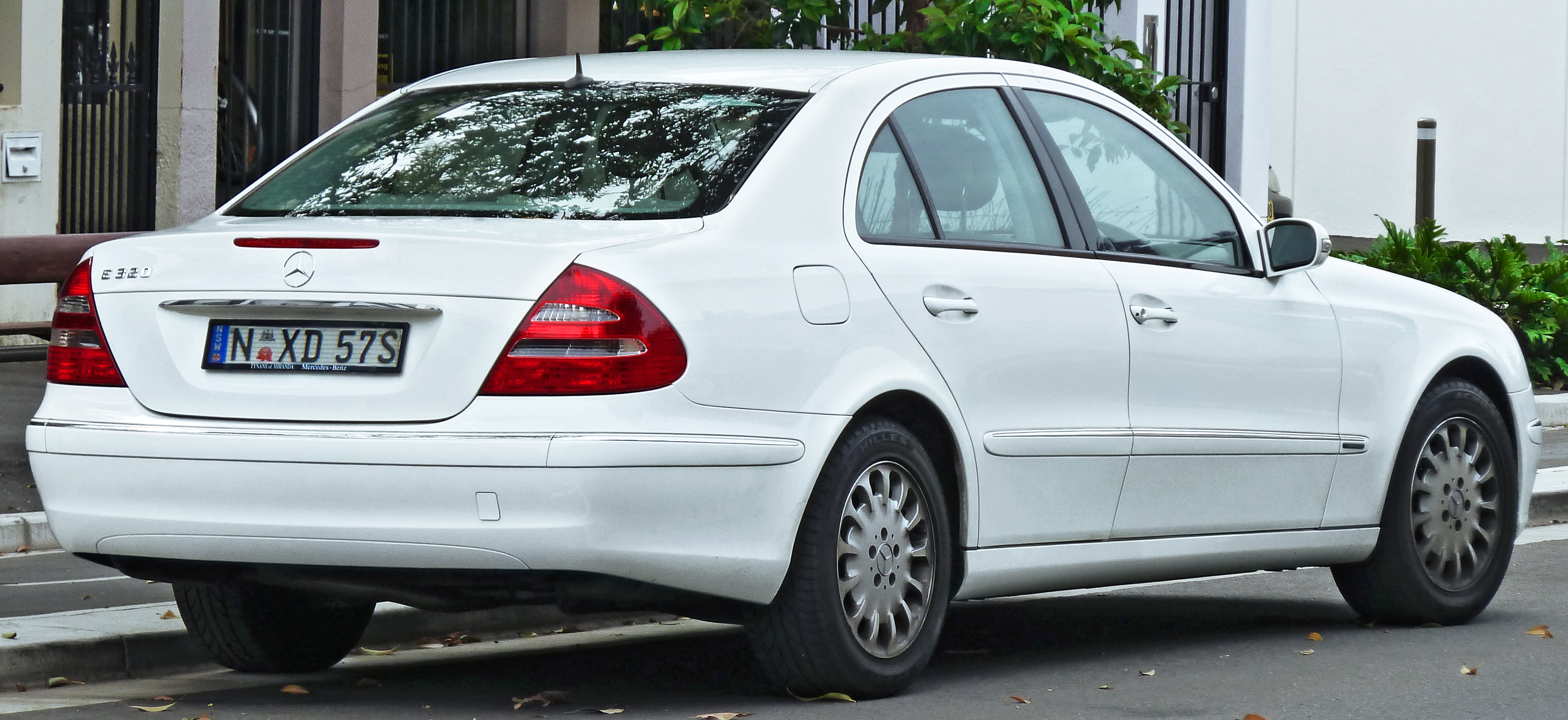
Mercedes-Benz E 320 (W211) (2002-2005) back
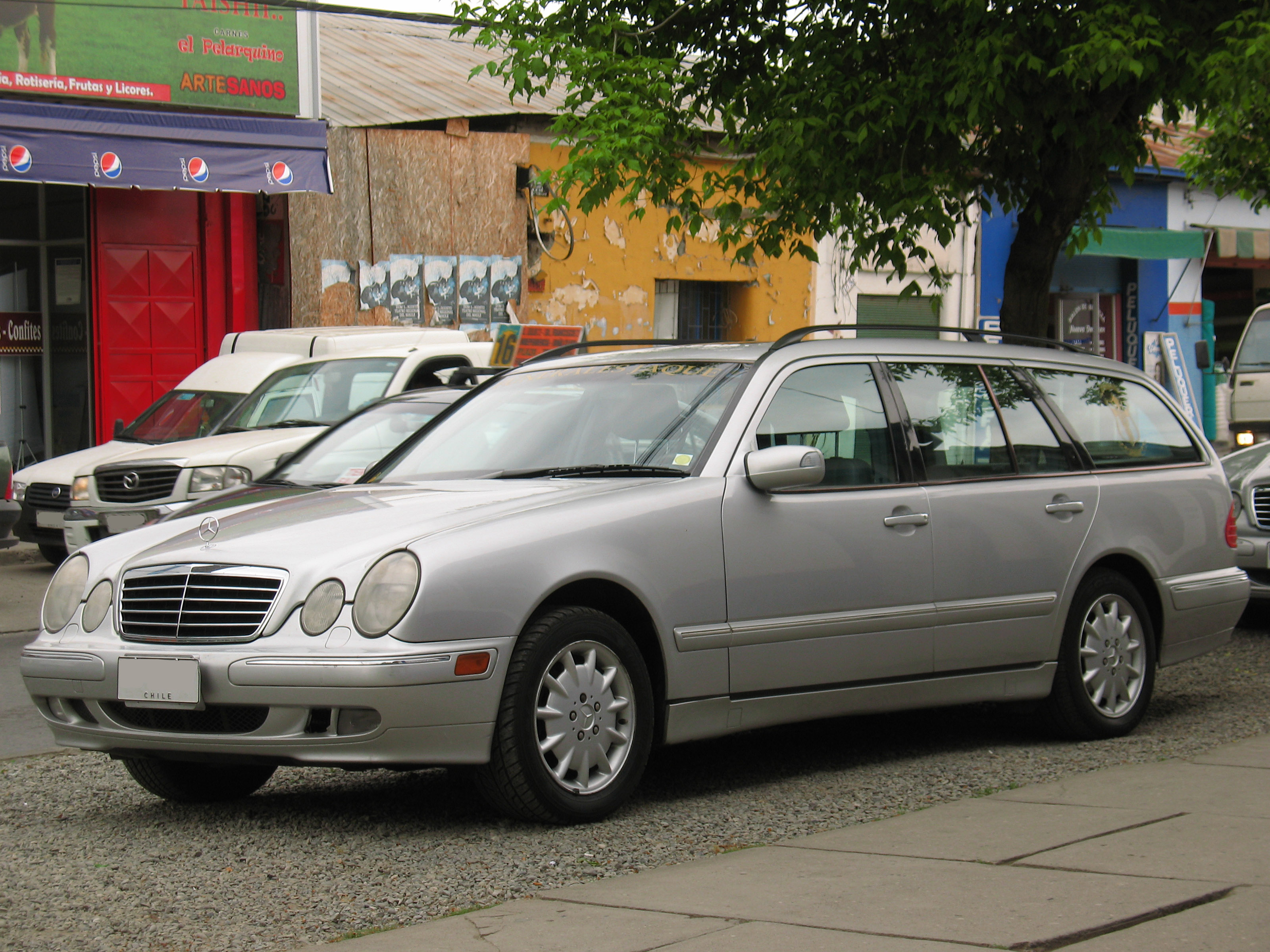
Mercedes Benz E 320 4Matic Estate (2001)
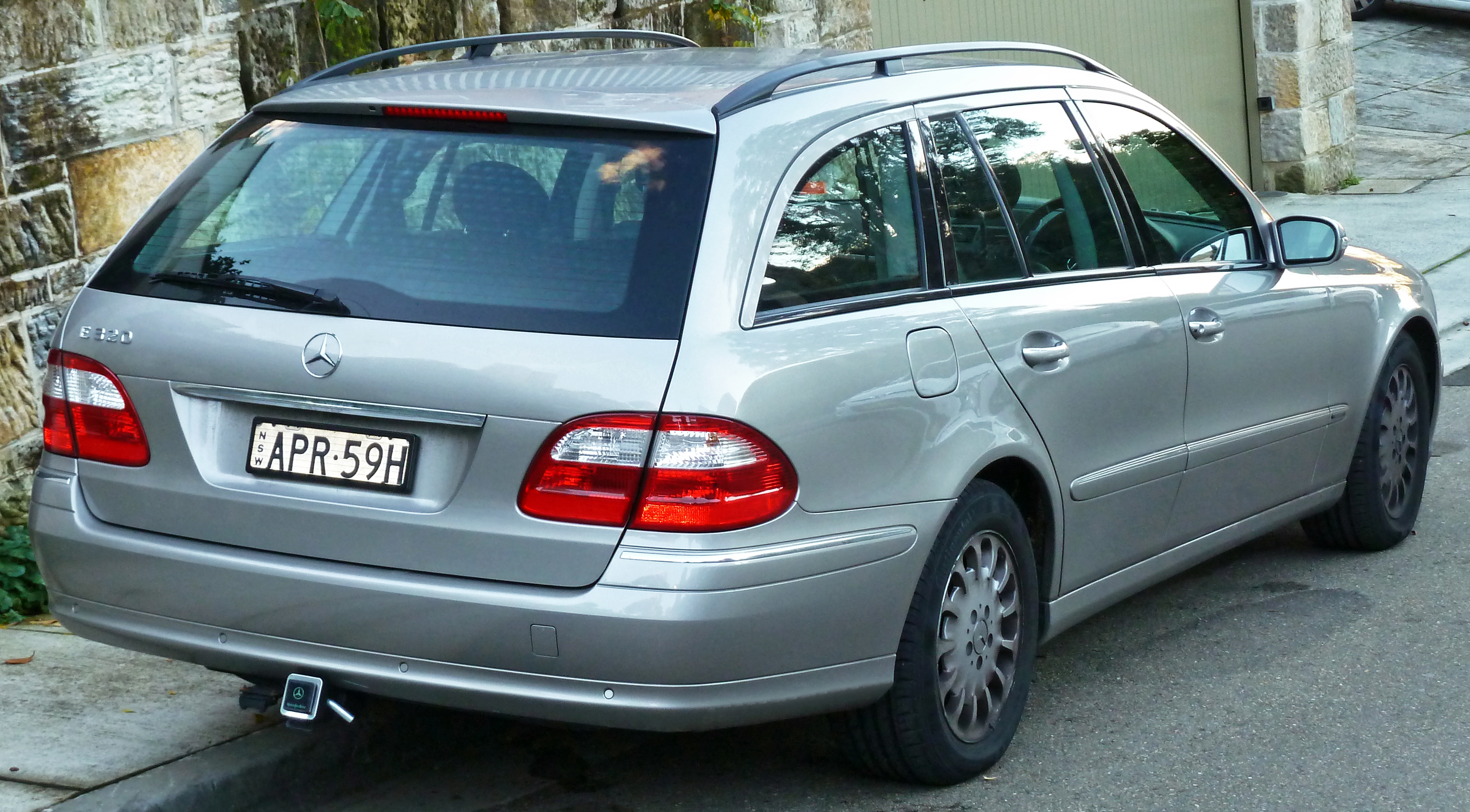
Mercedes-Benz E 320 (S 211) Elegance station wagon (2003) back
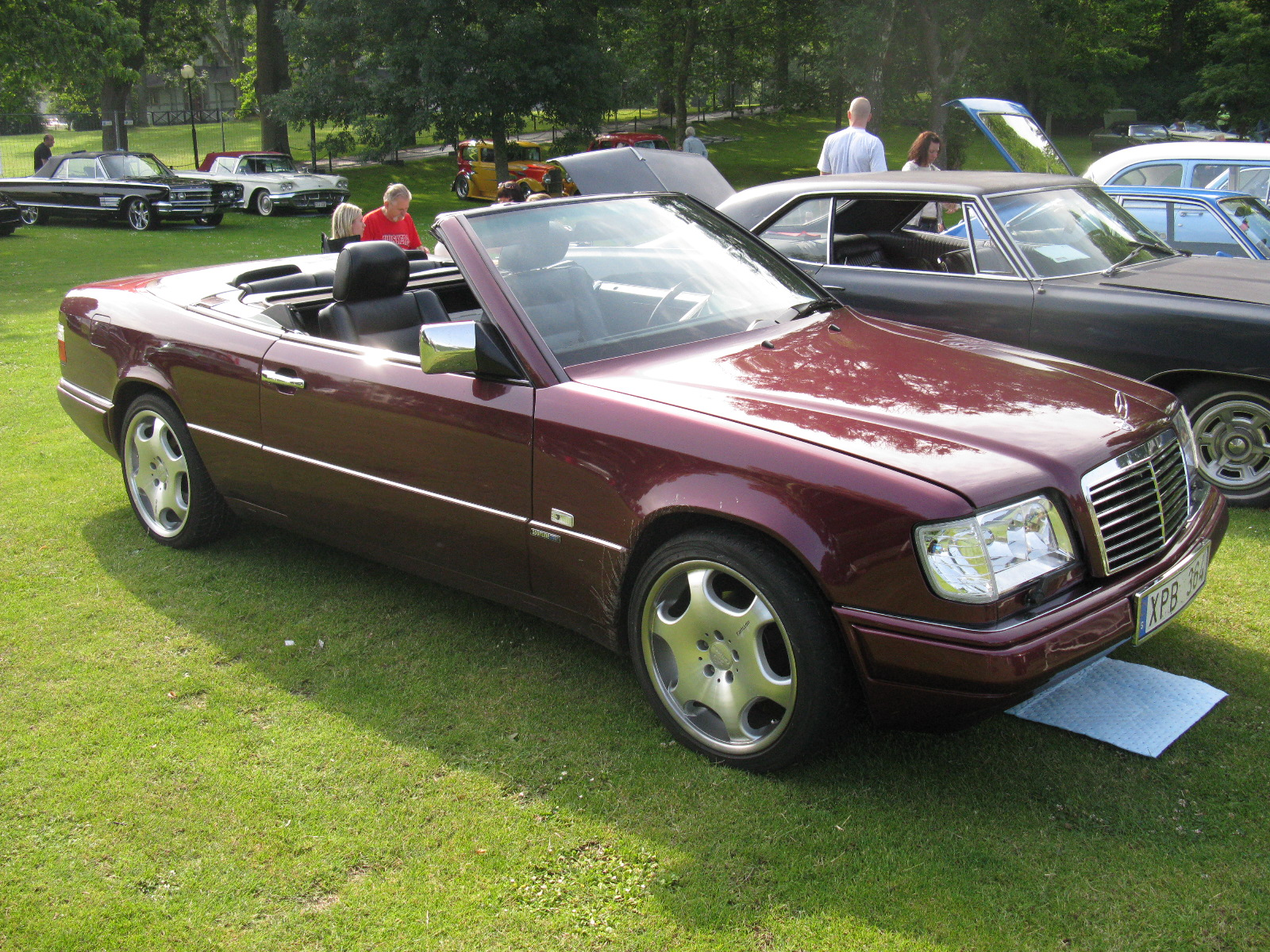
Mercedes-Benz E320 Cabriolet